# Francis Russell (2e comte de Bedford)
Pour les articles homonymes, voir Francis Russell.
Francis Russell (vers 1527 – 28 juillet 1585), 2e comte de Bedford, est un homme politique anglais.
Il est le fils de John Russell, créé comte de Bedford en 1550, et d'Anna Sapcote. Membre du Conseil privé de la reine Élisabeth Ire, il occupe divers postes politiques et est fait chevalier de la Jarretière en 1564.

## Biographie

### Ses débuts

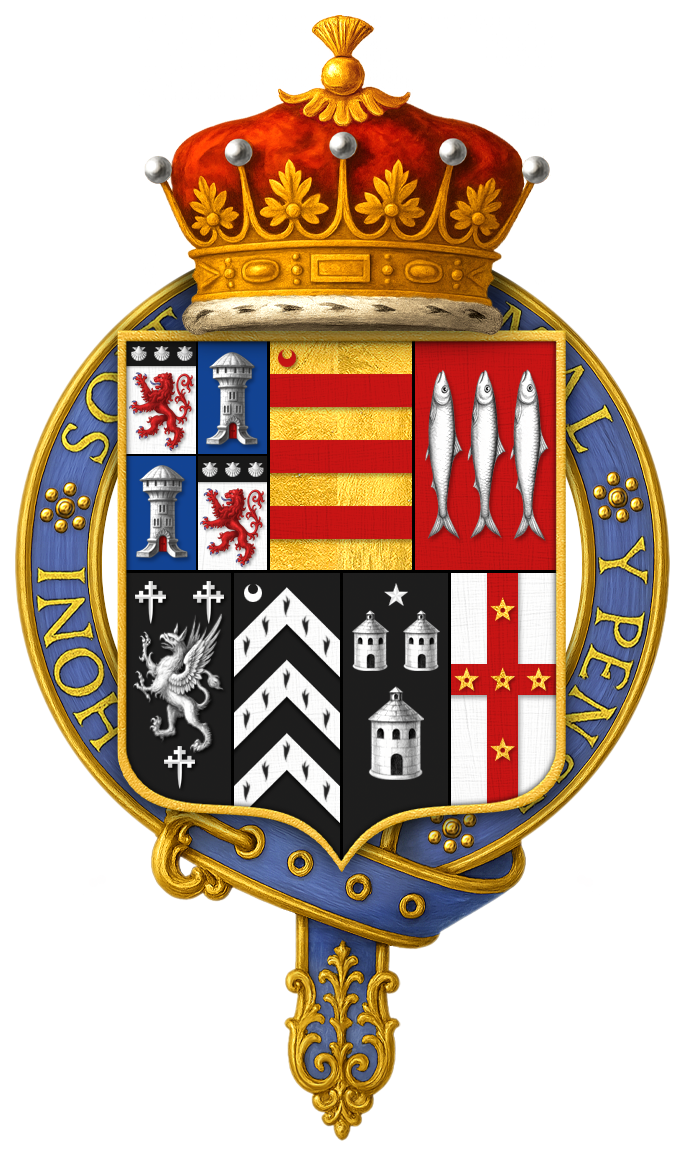
Armoiries de Francis Russell.

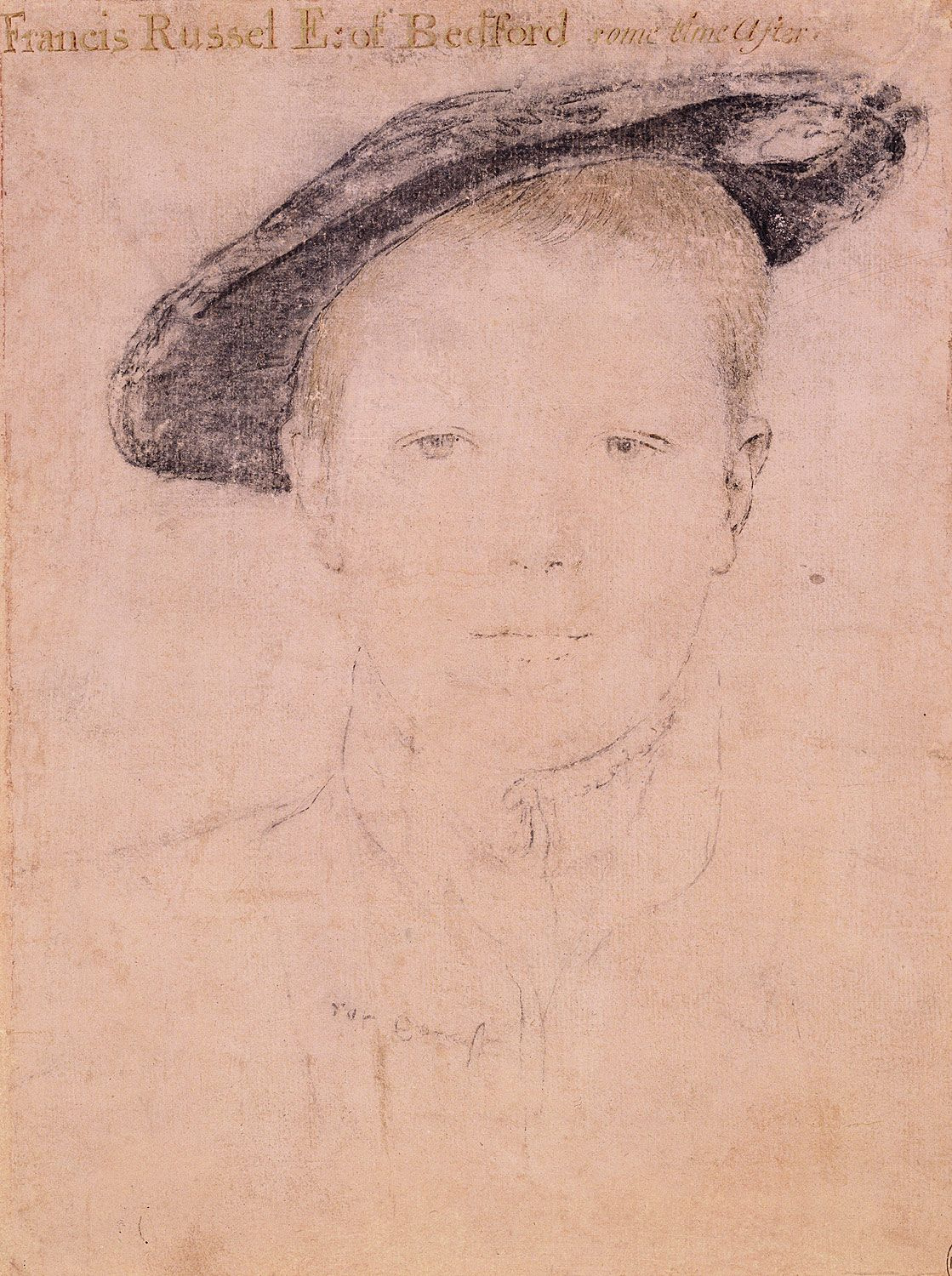
Francis Russell enfant, par Hans Holbein le Jeune, dessin au crayon de la Royal Collection.

Francis était le fils de John Russell (1er comte de Bedford) et d'Anne Sapcote. Il fit ses études à King's Hall et accompagna son père, qui allait siéger à la Chambre des Communes. Il fut député du Buckinghamshire de 1545 à 47 puis de 1547 à 52. En 1547 il fut nommé Haut-Sherif du Bedfordshire et du Buckinghamshire. Il prit part à la pacification du Devonshire en 1549, et lorsque son père fut élevé au rang de comte de Bedford au mois de janvier 1550, prit le titre de Lord Russell, avec fauteuil à la Chambre des Lords à partir de 1552.
Russell entretenait des relations avec les protestants, dont il partageait les opinions, et correspondit avec Thomas Wyatt ; ses sympathies religieuses lui valurent l'incarcération à l'avènement de la reine Marie. Une fois libéré, il parcourut l'Italie et entra en contact avec des réformateurs. Il prit néanmoins la tête des troupes anglaises engagées auprès de Philippe II d'Espagne, alors prince consort d'Angleterre, à la bataille de Saint-Quentin (1557).

### Sous le règne d’ÉlisabethIre
À l'avènement d’Élisabeth Ire d'Angleterre en novembre 1558, Russell, devenu comte de Bedford en 1555, devint l'un des premiers officiers de la Couronne. Nommé conseiller de la Reine, il mena plusieurs ambassades auprès de Charles IX et de Marie Stuart.
De février 1564 à octobre 1567, il fut gouverneur militaire de Berwick et gardien des Marches de l'Est, et mena à ce titre de longues négociations entre la reine Élisabeth et Marie Stuart. Bedford representait la reine au baptême du prince Jacques le 17 décembre 1566, au château de Stirling, et fut hôte d'honneur au banquet et au spectacle de masque qui suivit. Il s'avéra gouverneur efficace, mais s'irritait des revirements et sautes d'humeur de sa souveraine. Lorsqu'éclata l'insurrection du Nord en 1569, Bedford fut dépêché au Pays de Galles, et siégeait au procès du duc de Norfolk en 1572.
En 1576, il fut nommé président du Conseil des Marches de l'Est, et en 1581 fut l'un des commissaires chargés d'arranger un mariage entre Élisabeth et le duc d'Anjou. Bedford, élevé au rang de chevalier de la Jarretière en 1564, était un homme généreux et populaire. Mort à Londres, il fut inhumé dans la chapelle familiale Saint-Michel du domaine de Chenies.

## Mariages et descendance
Francis Russell et sa première femme Margaret St John (1533-1562) ont sept enfants :
- Anne (1548-1603), épouse en 1565 le comte de Warwick Ambrose Dudley ;
- Edward (1551-1572), épouse Jane Sybilla Morrison of Cashiobury (sans postérité) ;
- John (vers 1553-1584), épouse Elizabeth Cooke (postérité) ;
- Francis (vers 1554-1585), épouse Juliana Foster (postérité) ;
- William (vers 1557-1613) ;
- Elizabeth (morte en 1605), épouse en 1583 le comte de Bath William Bourchier ;
- Margaret (1560-1616), épouse en 1577 le comte de Cumberland George Clifford.

Francis Russell et sa deuxième femme Bridget Hussey (morte en 1601) n'ont pas d'enfants. À sa mort, son petit-fils Edward, le seul fils de son troisième fils, également appelé Francis, lui succède comme comte de Bedford.